# Betty's Hope
El Betty's Hope (literalmente "La esperanza de Betty") es un espacio que desde 1995, se ha desarrollado como un museo al aire libre con un centro de visitantes en la jurisdicción del Museo de Antigua y Barbuda. Se trata de un lugar que fue una plantación de azúcar que proporcionó sustento a muchas generaciones de ciudadanos de la isla de Antigua desde el momento en que se estableció en 1650 durante el gobierno colonial británico. Floreció como una exitosa empresa agroindustrial, la primera gran plantación de azúcar en operar en Antigua, a partir de la propiedad de la familia Codrington en 1674, que duró hasta 1944. Sir Christopher Codrington Gobernador de las Islas de Sotavento en 1674 llamó a la finca como la esperanza de Betty, en honor de su hija.